# Julie Garwood
Pour les articles homonymes, voir Garwood.
Julie Garwood, née le 26 décembre 1944 à Kansas City, États-Unis et morte le 8 juin 2023, est un écrivain de romances. Sa spécialité est le roman mettant en scène des écossais au Moyen Âge. Elle a vendu plus de 20 millions d'exemplaires à travers le monde et 15 de ses romans se sont classés sur la liste des best-sellers du New York Times.

## Biographie
Avant-dernière d'une famille irlandaise de sept enfants, Julie Garwood naît en 1944 à Kansas City (Missouri). Après une amygdalectomie à l'âge de six ans, elle est régulièrement malade durant son enfance. Comme elle manque souvent l'école, elle ne peut pas apprendre à lire en même temps que les autres enfants de son âge. Elle a onze ans lorsque sa mère réalise qu'elle ne peut pas faire ses devoirs de classe parce qu'elle ne sait pas lire. Un professeur de mathématiques, Sœur Elizabeth, décide de consacrer tout son été à lui apprendre à lire, notamment en lui lisant ses histoires préférées. Cette enseignante a un tel impact sur la vie de Julie Garwood qu'elle prénommera sa fille Elizabeth.

## Œuvres
- (en) Gentle warrior, 1985Inédit en France
- (en) A girl named Summer, 1986Inédit en France
- Désir rebelle, J'ai lu ((en) Rebellious desire, 1986)
- La Splendeur de l'honneur, J'ai lu ((en) Honor's Splendour, 1987)
- La fiancée offerte, J'ai lu ((en) The prize, 1991)
- Un mari féroce, J'ai lu ((en) Saving Grace, 1993)
- Prince charmant, J'ai lu ((en) Prince charming, 1994)

### La série "Regency"
1. Les Roses rouges du passé, J'ai lu (en) The Lion's Lady, 1988)
2. Un ange diabolique, J'ai lu ((en) Guardian angel, 1990)
3. Un cadeau empoisonné, J'ai lu ((en) The gift, 1991)
4. Le Voile et la Vertu, J'ai lu ((en) Castles, 1993)

### La série des Fiancés du Lairds
1. Sur ordre du roi, J'ai lu ((en) The bride, 1989)
2. Un ravisseur sans scrupule, J'ai lu ((en) The wedding, 1996)

### La série des Lairds des Highlands
1. Le Secret de Judith, J'ai lu ((en) The secret, 1992)
2. Le Maître-chanteur, J'ai lu ((en) Ransom, 1997)
3. La Musique des sombres passions, J'ai lu ((en) Shadow music, 2007)

### La série des Clayborne
1. Une Lady en haillons, J'ai lu ((en) For the roses, 1995)
2. Les Frères Clayborne, J'ai lu ((en) The Clayborne brides: One pink rose + One white rose + One red rose, 1997)
3. Le Dernier des Clayborne, J'ai lu ((en) Come the spring, 1997)

### La série contemporaine
1. Le Cœur à vif ((en) Heartbreaker, 2000)
2. La Dernière trahison ((en) Mercy, 2001)
3. L’Héritage du passé ((en) Killjoy, 2002)
4. Un amour assassin ((en) Murder list, 2004)
5. Troublantes coïncidences ((en) Slow burn, 2005)
6. (eng) Shadow Dance, 2006 Inédit en France
7. (eng) Fire and Ice, 2008 Inédit en France
8. (eng) Sizzle, 2009 Inédit en France
9. (eng) The ideal man, 2011 Inédit en France
10. (eng) Sweet talk, 2012 Inédit en France
11. (eng) Hot Shot, 2013 Inédit en France
12. (eng) Fast track, 2014 Inédit en France

## Téléfilms
Le téléfilm Rose Hill (1997), réalisé par Christopher Cain, est librement inspiré du roman Une Lady en haillons.
La distribution est la suivante :
- Jennifer Garner - Mary-Rose Clayborne
- Justin Chambers - Cole Clayborne
- Jeffrey D.Sams - Adam Clayborne
- Zach Orth - Douglas Clayborne
- Tristan Tait - Travis Clayborne